# 洪崖先生
洪崖先生，道教仙人，《列仙全传》称“洪崖先生”帝尧时已经有三千岁，汉朝时仍在。《真诰》云：“洪崖先生，今为青城真人。”曾隐居于豫章郡境内的西山。此山又称“伏龙山”，因洪崖先生曾居此山故又称“洪崖山”。山上有一古坛，传洪崖先生曾于此炼丹。
江西南昌还有洪崖丹井。